# Programa de la Escuela Primaria del Bachillerato Internacional

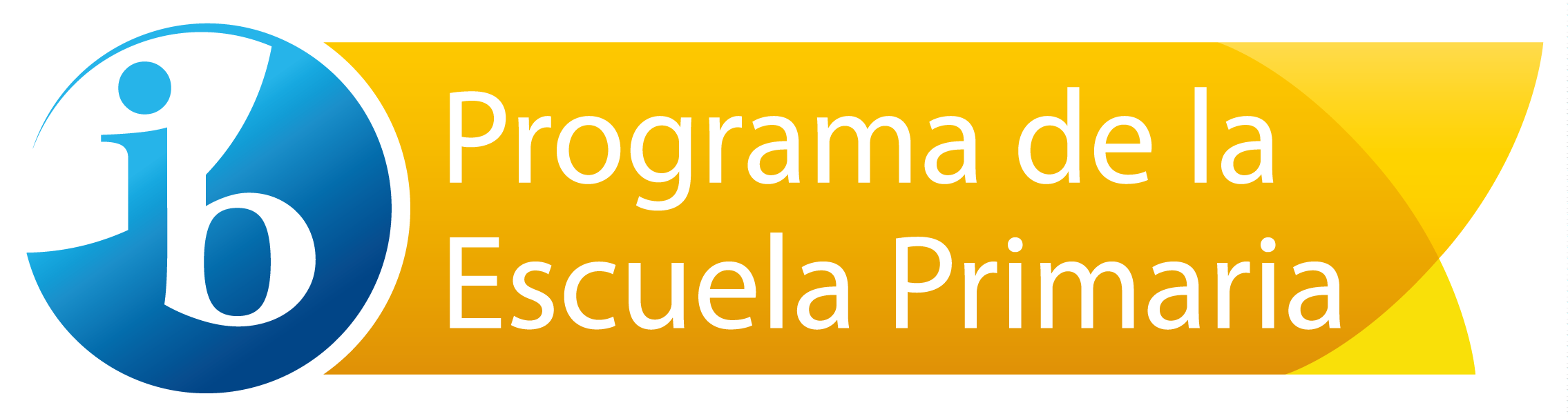
Logo del programa PEP

El Programa de la Escuela Primaria (PEP) del Bachillerato Internacional (BI) es un programa educativo creado por la Organización del Bachillerato Internacional (OBI) en 1997 y dirigido a estudiantes desde los 3 hasta los 12 años. Las asignaturas del PEP se engloban en las áreas de lenguaje, ciencias sociales, matemáticas, ciencia y tecnología, arte y educación personal, social y física. Prepara a los estudiantes para el Programa de los Años Intermedios, pero no es un requisito para acceder a él. La evaluación la llevan a cabo los profesores de acuerdo con unas instrucciones proporcionadas por la OBI, teniendo en cuenta la diversidad en las formas de demostrar la comprensión en los niños.
La filosofía del PEP es formar estudiantes «investigadores, pensadores, buenos comunicadores, audaces, informados, con principios, solidarios, de mente abierta, equilibrados y reflexivos».
El Programa fue creado por un grupo de educadores de colegios internacionales: Kevin Bartlett (Vienna International School), Paul Lieblich (Lyford Cay International School), Robert Landau (Commonwealth American School of Lausanne) y Susan Stengal (Copenhagen International School).
Quisieron crear un marco educativo basado más en la práctica que en otra cosa para colegios internacionales. Crearon el International Schools Curriculum Project, financiado por miembros originales de los colegios y a través de la OBI por la Shell Oil's international education division. Después de varios años de desarrollo y crecimiento de la popularidad del proyecto, el grupo fundador decidió que éste pasase a manos de la OBI, que sigue desarrollándolo desde 1997.